# باربرا همر
باربرا همر (بالإنجليزية: Barbara Hammer)‏ هي منتجة أفلام ومونتيرة ومخرجة أمريكية، ولدت في 15 مايو 1939 في هوليوود في الولايات المتحدة، وتوفيت في 16 مارس 2019 في نيويورك في الولايات المتحدة بسبب سرطان المبيض.

## وصلات خارجية
- الموقع الرسمي
- باربرا همر على موقع IMDb (الإنجليزية)
- باربرا همر على موقع ألو سيني (الفرنسية)
- باربرا همر على موقع أول موفي (الإنجليزية)
- باربرا همر على موقع قاعدة بيانات الأفلام السويدية (السويدية)
- باربرا همر على موقع قاعدة بيانات الفيلم (الإنجليزية)
- باربرا همر على موقع كينوبويسك (الروسية)